# 화평공주 체중감량사
《화평공주 체중감량사》는 2011년 6월 26일에 방영한 KBS 드라마 스페셜이다.

## 등장 인물

### 주요 인물
- 유진 : 화평공주 역
- 류승수 : 지책사 역
- 최대철 : 모진 역
- 한유이 : 홍단 역
- 이원종 : 임금 역

### 그 외 인물
- 사현진 : 시녀장 역
- 이가현 : 정난 역
- 김일권 : 김내관 역
- 전일범 : 시종무장 역
- 임난영 : 왕비 역
- 은지 : 후궁 / 춤추는 무희 / 죽는 정빈 역
- 차종호 : 마소내관 역
- 주광현 : 마소내관 역
- 김도연 : 부호딸 역
- 박설희 : 내의녀 역
- 정예하 : 내의녀 역
- 백준 : 중국 사신 역
- 김경희 : 일본 사신 역
- 이나현 : 공주시녀 역
- 하리라 : 공주시녀 역
- 최윤정 : 공주시녀 역
- 김유리 : 지책사시녀 역
- 연아진 : 지책사시녀 역
- 유하나 : 지책사시녀 역
- 이승원 : 마사지남 역
- 유희석 : 마사지남 역
- 서주환 : 감량관하인 역
- 하태성 : 감량관하인 역
- 박진호 : 감량관하인 역
- 박정훈 : 춤추는 내관 역
- 이인성 : 춤추는 내관 역
- 이지유 : 춤추는 내관 역
- 이재준 : 춤추는 내관 역
- 홍경득 : 옥사 군사 역
- 오용 : 1인 10역

옥사군사 / 의원 / 뇌물내관 / 늙은임금 / 홍단기생양반 / 감량관하인 / 상좌평 / 체포군사 / 중국부호 / 중국사신

## 시청률
- 전국 시청률 : 8.2%[1]

## 수상
- 2011년 KBS 연기대상 연작·단막극상 - 유진